# Uiwang
Uiwang is een stad in de Zuid-Koreaanse provincie Gyeonggi-do. De stad telt 143.000 inwoners en ligt in het noorden van het land.

## Bestuurlijke indeling
- Gocheon-dong
- Naseonil 1-dong
- Naseonil 2-dong
- Ojeon-dong
- Cheonggye-dong
- Bugok-dong

## Stedenbanden
- North Little Rock, Verenigde Staten
- Kimitsu, Japan

Steden:
Ansan · Anseong · Anyang · Bucheon · Dongducheon · Gimpo · Goyang · Gunpo · Guri · Gwacheon · Gwangju · Gwangmyeong · Hanam · Hwaseong · Icheon · Namyangju · Osan · Paju · Pocheon · Pyeongtaek · Seongnam · Siheung · Suwon (hoofdstad) · Uijeongbu · Uiwang · Yangju · Yeoju · Yongin
Districten:
Gapyeong · Yangpyeong · Yeoncheon